# Pseudocyphoderus
Genre
Pseudocyphoderus est un genre de collemboles de la famille des Lepidocyrtidae.

## Liste des espèces
Selon Checklist of the Collembola of the World (version du 27 août 2019) :
- Pseudocyphoderus annandalei Imms, 1912
- Pseudocyphoderus melittophilus Mari Mutt & Bellinger, 1990
- Pseudocyphoderus squamicaudus Silvestri, 1917
- Pseudocyphoderus wasmanni Börner, 1913

## Publication originale
- Imms, 1912 : On some Collembola from India, Burma, and Ceylon; witha a Catalogue of the Oriental Species of the Order. Proceedings of the Zoological Society of London, vol. 4, p. 80-125 (texte intégral).